# Greenfield (comté de Kern, Californie)
Pour les articles homonymes, voir Greenfield.
Greenfield est une census-designated place du comté de Kern, dans l'État de Californie, aux États-Unis,. En 2020, elle compte une population de 3 447 habitants.